# XIII. Armeekorps
XIII. Armeekorps var en tysk armékår under andra världskriget. Kåren sattes upp den 1 oktober 1937.

## Pragoffensiven

### Organisation
Armékårens organisation den 1 mars 1945:
- 79. Volksgrenadier-Division
- Rester av 276. Volksgrenadier-Division
- 2. Panzer-Division
- 352. Volksgrenadier-Division
- Rester av 9. Volksgrenadier-Division

## Fall Gelb

### Organisation
Armékårens organisation den 8 juni 1940:
- 17. Infanterie-Division
- 21. Infanterie-Division
- 260. Infanterie-Division

## Befälhavare
Kårens befälhavare:
- Generaloberst Heinrich von Vietinghoff  26 oktober 1939–25 oktober 1940
- General der Infanterie Hans Felber  25 oktober 1940–13 januari 1942
- Generalleutnant Otto-Ernst Ottenbacher  14 januari 1942–21 april 1942
- General der Infanterie Erich Straube  21 april 1942–20 februari 1943
- General der Infanterie Friedrich Siebert  20 februari 1943–7 september 1943
- General der Infanterie Arthur Hauffe  7 september 1943–25 april 1944
- Generalleutnant Johannes Block  25 april 1944–5 juni 1944
- General der Infanterie Arthur Hauffe  5 juni 1944–22 juli 1944
- Generalleutnant Ralph Graf von Orilia  12 februari 1945–31 mars 1945
- Generalleutnant Max Bork  31 mars 1945–15 april 1945
- General der Infanterie Walther Hahm  15 april 1945–20 april 1945

Stabschef :
- Oberst Rudolf Hofmann  6 februari 1940–27 oktober 1941
- Oberstleutnant Heinrich Gäde  3 november 1941–6 januari 1942
- Oberst Sigismund-Hellmuth und Edler von Dawans  6 januari 1942–22 mars 1942
- Oberstleutnant Herbert Köstlin   22 mars 1942–1 juli 1942
- Oberst Gerhard Kühne  1 juli 1942–24 december 1942
- Oberst Kaulbach  24 december 1942–15 februari 1943
- Oberst Zerbel  16 februari 1943–20 mars 1943
- Oberst Karl Körner   20 mars 1943–1 november 1943